# Minősített többség
A minősített többség, vagy szupertöbbség azt jelenti, hogy döntéshez bizonyos támogatottság szükséges, ami több, mint a szavazatok fele, ilyen például a kétharmados többség (kb. 66,7%). További gyakori minősített többségek a háromötödös (60%), háromnegyedes (75%) és négyötödös többség (80%). A minősített többség általában szigorúbb egyetértést követel meg, mint az abszolút többség (több, mint 50%), más néven egyszerű többség, ez azonban attól is függ, mihez képest számolják a többségi követelményt. A minősített többségi döntéshozatalt általában olyan, nagyobb egyetértést igénylő ügyekben használják, ahol nem elvárás a teljes konszenzus, azaz az egyhangúság követelménye (100%).
Az alkotmány módosítása parlamentek által általában minősített többséget igényel, lehetnek továbbá más kiemelt ügyek, amiben csak ilyen módon lehet törvényt hozni vagy módosítani.
Ezeket is lehet többféleképp meghatározni: a jelenlévők száma alapján definiálva például kevésbé szigorú a szabály, mint a teljes tagság alapján. Sőt, van, hogy az abszolút többség szigorúbb követelmény, mint egy kétharmados többség. Például, ha az érvényes szavazáshoz a képviselők felének kell jelen lennie, akkor míg az összes képviselő abszolút többségével való döntéshozatalhoz a képviselők, több, mint 50%-a kell, a jelenlevő képviselők közötti minősített többségi döntéshozatalhoz elég az összes képviselő több mint harmada (kb. 34%).
Az abszolút többség megfogalmazásakor általában nem elég a szavazatok fele (pontosan 50%), hanem annál több kell (pl. 12 szavazatból nem elég 6, legalább 7 kell), mivel ez a többség definíciójához hozzátartozik (különben egyszerre két opciónak is lehetne abszolút többsége). A minősített többséget általában úgy fogalmazzák meg, hogy legalább milyen arányt kell elérni, például a kétharmados többség azt jelenti, hogy legalább kétszer annyi ember támogat valamit, mint ahányan nem támogatják (pl. 12 szavazatból elég 8 támogató szavazat).

## Használata

### Jelenleg
Magyarországon az országgyűlési képviselők kétharmadának szavazata szükséges többek között az Alaptörvény elfogadásához vagy az Alaptörvény módosításához, ezeket sarkalatos törvényeknek nevezik. Kivételesen, a Házbizottság javaslatára az Országgyűlés a jelen lévő képviselők legalább négyötödének szavazatával, vita nélkül úgy határozhat, hogy valamely ügy tárgyalása, illetve döntéshozatala során a határozati házszabályi rendelkezésektől eltér. A jelen lévő országgyűlési képviselők kétharmadának szavazata szükséges többek között a sarkalatos törvények elfogadásához és módosításához.
Az Európai Unió Tanácsa bizonyos döntéseket csak a tagállamok 55%‑ának (vagyis a gyakorlatban a 27 tagállamból 15) hozhat, azonban további követelmény, hogy a javaslatot támogató tagállamok az EU teljes népességének legalább 65%‑át kell képviselnie (kettős többség). Minősített többségi szavazás esetén a tartózkodás ellenszavazatnak számít (a tartózkodás nem ugyanaz, mint a szavazástól való távolmaradás). Ez általában még mindig enyhébb követelmény, mint az egyhangúságot igénylő döntések, azonban itt a tartózkodás nem számít ellenszavazatnak. A "megerősített minősített többség” azt jelenti, hogy a Tanács tagjainak legalább 72%‑a a javaslat mellett szavaz, úgy, hogy e tagok az EU népességének legalább 65%‑át képviselik.

### Történeti példák
A legkorábbi ismert minősített többségi szavazásra Kr. e. 100-as években került sor az ókori Rómában.
A pápaválasztásra érvényes minősített többségi szavazást III. Sándor pápa vezette be 1179-ben a harmadik lateráni zsinaton.
Az Amerikai Egyesült Államokban a Demokrata Pártban valamikor kétharmados többséget igényelt az elnökjelölt kiválasztása a Demokrata Nemzeti Konvención. A szabályt 1832-től, az első elnökjelölő demokrata konvenciótól alkalmazták. A kétharmados szabály effektíve vétójogot biztosított az elnökjelölésben a Déli Demokratáknak, míg az 1936-os konvención meg nem szüntették.

## Fordítás
Ez a szócikk részben vagy egészben  a   Supermajority című angol Wikipédia-szócikk ezen változatának fordításán alapul.  Az eredeti cikk szerkesztőit annak laptörténete sorolja fel. Ez a jelzés csupán a megfogalmazás eredetét és a szerzői jogokat jelzi, nem szolgál a cikkben szereplő információk forrásmegjelöléseként.